# Arollagletscher

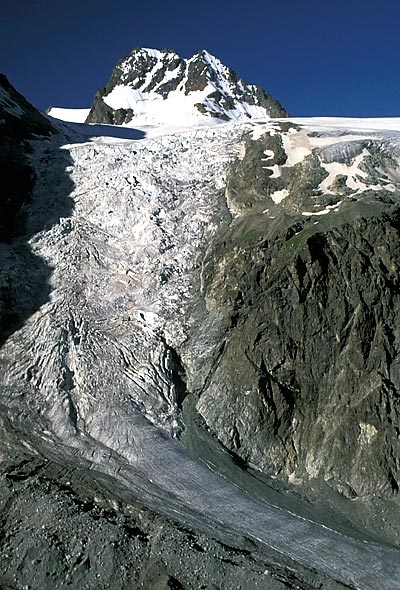
Bas Glacier d’Arolla

Der Arollagletscher (französisch Glacier d’Arolla) bezeichnet ein Gletschersystem zuhinterst im Val d’Arolla in den Walliser Alpen, im Kanton Wallis, nahe der südlichen Landesgrenze der Schweiz. Das System besteht aus folgenden zwei Gletschern:
- Glacier du Mont Collon (deutsch Mont-Collon-Gletscher) 45° 58′ 30,7″ N, 7° 29′ 18,2″ O, im unteren Teil Bas Glacier d'Arolla (deutsch Unterer Arollagletscher) genannt
- Haut Glacier d’Arolla (deutsch Oberer Arollagletscher) 45° 58′ 5,2″ N, 7° 31′ 32,9″ O, wobei die deutschen Namen jeweils kaum verwendet werden.

## Lage
Der grössere Gletscher ist der Glacier du Mont Collon mit einer Länge von fast 5 km und einer Breite von 1 km im oberen Teil. Er bedeckt eine Fläche von rund 7 km². Er nimmt seinen Ausgangspunkt an den Pointes d'Oren (bis 3525 m ü. M.) und fliesst nordwärts durch eine weite Mulde zwischen dem Petit Mont Collon (3556 m ü. M.) im Westen sowie L'Evêque (3716 m ü. M.) und Mont Collon im Osten. Gegen Westen hat er über eine weite, eisbedeckte Passhöhe (Col de Chermotane, 3050 m ü. M.) Verbindung mit dem Otemmagletscher.
An der Westflanke des Mont Collon stürzt der Gletscher mit einem Gefälle von teilweise über 60 % in die Tiefe und überwindet dabei eine Höhendifferenz von 600 m. Im unteren, wieder flachen Teil wird der Gletscher gewöhnlich Bas Glacier d’Arolla genannt. Dieser fliesst noch etwas mehr als 1 km nach Norden und endet mit seiner Gletscherzunge auf derzeit 2160 m ü. M. Hier entspringt die Borgne d’Arolla, welche sich später mit der Borgne de Ferpècle vereinigt und durch das Val d’Hérens zur Rhone fliesst.
Im Tal östlich des Mont Collon befindet sich der Haut Glacier d’Arolla, der 4 km lang und bis zu 1 km breit ist und eine Fläche von ungefähr 5 km² einnimmt. Seinen Ursprung hat er auf 3200 m ü. M. nördlich des Mont Brulé (3585 m ü. M.). Danach fliesst er mit gleichmässiger Neigung von 12 bis 15 % zuerst nach Nordwesten, später nach Norden, gesäumt vom Mont Collon im Westen und den Bouquetins (bis 3838 m ü. M.) im Osten. Die Gletscherzunge befindet sich derzeit auf 2550 m ü. M., rund 1 km vor dem Eisstrom des Bas Glacier d’Arolla.
Zur Zeit des Hochstadiums der Kleinen Eiszeit um die Mitte des 19. Jahrhunderts und noch bis ins 20. Jahrhundert hinein bildeten die beiden Gletscher in zusammenhängendes System. Während seiner grössten Ausdehnung in der Neuzeit reichte der Bas Glacier d’Arolla noch fast 2 km weiter das Tal hinunter und endete nur wenig hinter dem heutigen Ferienort Arolla.
Östlich des oberen Arollagletschers am Fuss des Bouquetins befindet sich das Refuge des Bouquetins.